# Fritz-Aurel Goergen

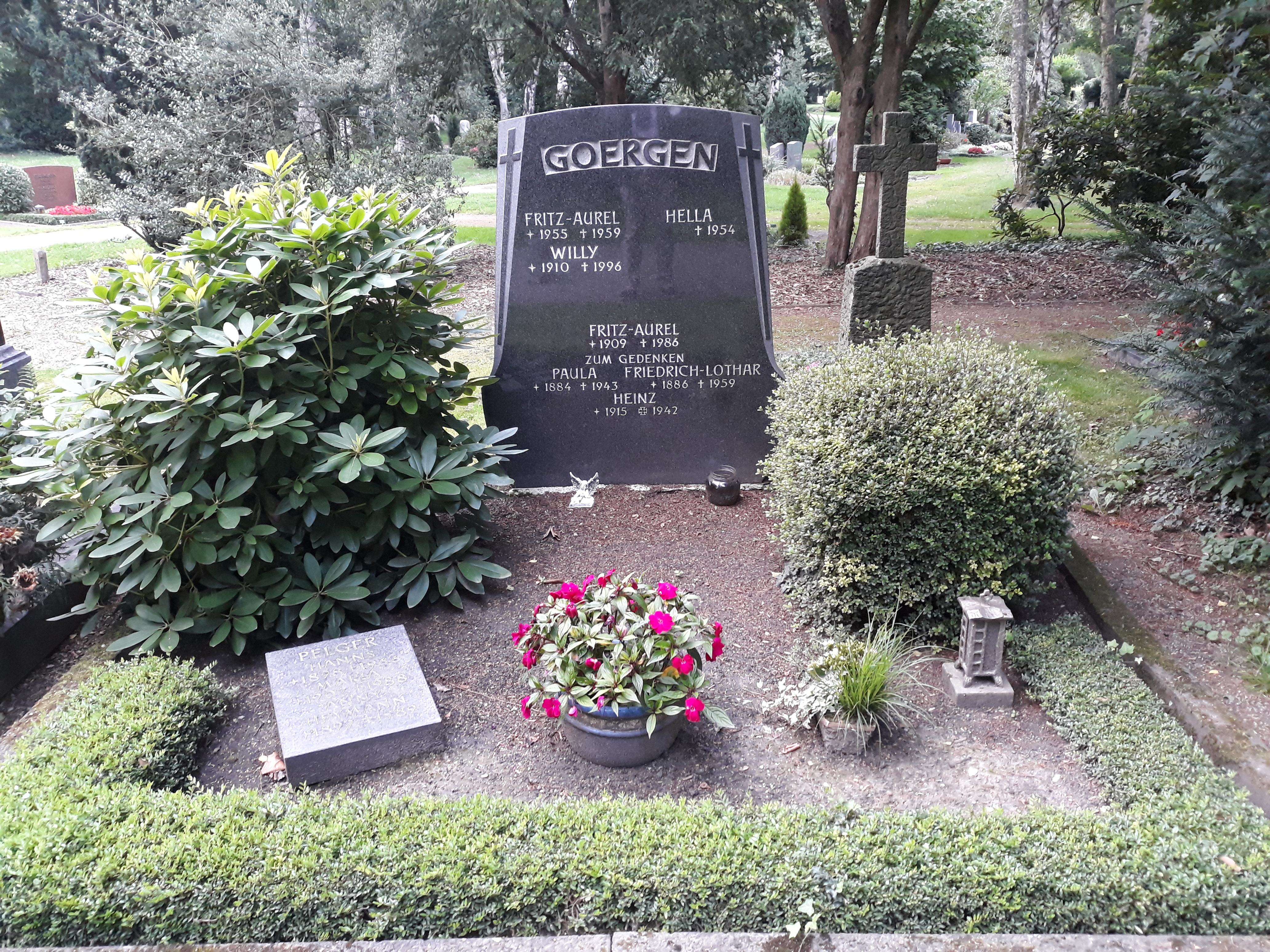
Das Grab von Fritz-Aurel Goergen und seiner ersten Ehefrau Hella geborene Urbanowicz im Familiengrab auf dem Stoffeler Friedhof in Düsseldorf

Fritz-Aurel Goergen (geboren am 11. Juni 1909 in Gelsenkirchen; gestorben am 4. November 1986 in Cologny, Schweiz) war ein deutscher Industriemanager. Er wurde in den 1950er und frühen 1960er Jahren bekannt als erfolgreicher Sanierer der Hüttenwerke Phoenix AG in Duisburg und der Henschel-Werke in Kassel.
Seine Laufbahn endete abrupt mit einer spektakulären Verhaftung im April 1964, als ihm betrügerische Rüstungsgeschäfte vorgeworfen wurden. Goergen, eine der „mythischen Managerfiguren“ der Wirtschaftswunder-Zeit in Westdeutschland, zog sich darauf aus der Berufstätigkeit zurück und verlegte seinen Wohnsitz in die Schweiz. Die Anklagepunkte gegen „Prinz Aurel“ – Goergens Spitzname aus der Zeit bei der Phoenix-AG – ließen sich jedoch auch nach jahrelangen Ermittlungen der Staatsanwaltschaft juristisch nicht bestätigen; das Strafverfahren gegen Goergen wurde 1973 eingestellt.

## Leben und Ausbildung
Goergen wurde 1909 als Sohn eines Einzelhändlers geboren, der in Gelsenkirchen ein Geschäft zum Verkauf von Schokoladen und anderen Süßwaren betrieb. Er studierte nach dem Abitur zunächst in Marburg, dann in Berlin Rechts- und Staatswissenschaften, musste dieses Studium nach fünf Semestern aber abbrechen, als das Geschäft seines Vaters in Konkurs ging und dieser ihn nicht mehr unterstützen konnte. Einen Abschluss als Buch- und Betriebsprüfer finanzierte Goergen dann selbständig mit einer Anstellung als Werksportier.
Goergen war zweimal verheiratet, seine erste Frau Hella geborene Urbanowicz starb 1954. Mit seiner zweiten Frau und der gemeinsamen Tochter lebte er bis 1964 in Hösel, in der Nähe von Ratingen; nach der Aufhebung des Haftbefehls im September 1964 zog er mit seiner Familie in die Schweiz um. Bis zum Ende seines Lebens wohnte er in Cologny, in der Nähe von Genf. Er verstarb dort 1986 im Alter von 77 Jahren.
Er war Mitglied der katholischen Studentenverbindungen KAV Suevia Berlin und KDStV Borusso-Westfalia Bonn.

## Berufsweg (bis 1945)
Im Anschluss an seine Ausbildung arbeitete Goergen als Referent beim 1927 gegründeten Reichsverband der deutschen Luftfahrtindustrie. In dieser Eigenschaft war er in den Niederlanden für den Einkauf der Metalle für den Flugzeugbau zuständig. Später war Goergen bis 1941 als Einkäufer für die Luftfahrt-Industrie in Moskau tätig. Während dieser Jahre als Angestellter des Verbands knüpfte er Kontakte mit den Firmen der deutschen Stahl- und Eisenindustrie sowie der Rüstungsindustrie, auf die er in seiner Nachkriegskarriere wieder zurückgreifen konnte.
Am Zweiten Weltkrieg nahm Goergen als Soldat teil und wurde schwer verwundet.

## Aufstieg zum Generaldirektor der Phoenix-AG (bis 1957)
Nach dem Ende des Zweiten Weltkriegs war Goergen umgehend in leitenden Positionen der westdeutschen Stahlindustrie zu finden. Dabei kam ihm nach eigener Meinung zugute, dass er während der NS-Diktatur in Deutschland „zufällig“ nicht Mitglied der NSDAP gewesen war. Zunächst wurde er Leiter der Rechtsabteilung bei den Stahlwerken Bochum. 1947 bekam er von der Treuhandverwaltung, die 1946 von der britischen Besatzungsmacht als Behörde der North German Iron and Steel Control eingesetzt worden war, das Angebot, in den Vorstand sanierungsbedürftiger Unternehmen der Montanindustrie einzusteigen, entweder bei der Georgsmarienhütte in Osnabrück oder bei den Hüttenwerken Ruhrort-Meiderich (HRM) in Duisburg.
Goergen entschied sich für das Stellenangebot bei den HRM; das Unternehmen war als „Betriebsführungsgesellschaft“ 1947 bei der Zerschlagung der Vereinigten Stahlwerke AG (Vestag) ausgegliedert worden. Im folgenden Jahrzehnt gelang es Goergen, die Firma zu neuer Größe aufzubauen; als die Hütte 1952 den 100. Geburtstag feierte, war das Werk zu einem der leistungsstärksten Unternehmen der westdeutschen Stahlindustrie aufgestiegen. 1951 schon war die „Betriebsführungsgesellschaft“ unter Goergens Leitung (inzwischen als Vorstandsvorsitzender) in die Aktiengesellschaft Hüttenwerke Phoenix AG umfirmiert worden; nach Zusammenschluss mit der Rheinischen Röhrenwerke AG in Mülheim an der Ruhr wurde daraus 1955 die Phoenix-Rheinrohr AG, deren Generaldirektor Goergen wurde. Diese Fusion hatte weit über das Unternehmen selbst hinausreichende Bedeutung, sie war die erste Konzernbildung der Nachkriegszeit und wurde „Präzedenzfall“ dafür, dass die Zerschlagung der Großunternehmen der deutschen Montanindustrie durch die alliierten Kontrollbehörden zumindest teilweise auch rückgängig gemacht werden konnte.
In den folgenden Jahren vergrößerte Goergen den Konzern weiter, er erwarb beim Werftbetrieb Blohm und Voss in Hamburg eine 50%ige Beteiligung, um Schiffe für Kohle- und Erztransporte bauen lassen zu können, ließ ein Röhrenwerk in Kanada bauen und erwarb Anteile an einer Handelsgesellschaft. Sichtbarer Ausdruck seines Ehrgeizes wurde das ab 1957 erbaute 94 m hohe Dreischeibenhaus in Düsseldorf, das er als neuen Firmensitz geplant hatte.
Für Goergen selbst aber endete diese Erfolgsgeschichte der Phoenix-AG nicht glücklich; Mehrheitsaktionärin des neuen Unternehmens war Amélie Thyssen, die – wie er selbst – den Plan verfolgte, die ursprüngliche Größe der Stahlwerke AG wiederherzustellen, wenn auch nicht unbedingt unter Goergens Führung. Als es darum ging, sich in Stellung zu bringen für die Position des Generaldirektors eines Montan-Superkonzerns bei der für den Erbfall zu erwartenden Fusion der Phoenix-Rheinrohr AG mit der August Thyssen-Hütte AG (Mehrheitsaktionärin dort war die Tochter von Amélie Thyssen, Anita Gräfin Zichy-Thyssen), unterlag Goergen im Machtkampf dem konzilianteren und in der Thyssen-Familie besser vernetzten Hans-Günther Sohl. Am 25. Juni 1957 verkündete der Phoenix-Aufsichtsratsvorsitzende Robert Ellscheid auf einer Pressekonferenz überraschend die Kündigung des Erfolgsmanagers.
Ursache war sicher die Auseinandersetzung über die zukünftige Ausrichtung des Großkonzerns, aber vermutlich auch, dass Goergen in der Unternehmensleitung wie in den Umgangsformen keine Rücksicht nahm auf etablierte gesellschaftliche Konventionen. Der auslösende Anlass war demgegenüber banal, aber bezeichnend: Das erste Schiff der geplanten Phoenix-Flotte war von Amélie Thyssen auf ihren eigenen Namen getauft worden, das zweite wollte sie auf den Namen ihres 1951 verstorbenen Mannes Fritz Thyssen taufen lassen. Goergen nahm darauf keine Rücksicht, er hatte seiner jungen zweiten Ehefrau versprochen, dass sie das Schiff taufen dürfe, und er setzte dies auch durch. Auf die Vorbehalte Ellscheids, dass die Mehrheitsaktionärin damit nicht einverstanden sei und dies abschließend entscheiden solle, erwiderte Goergen: „Dann stellen Sie ihr gleich auch die Frage: Ellscheid oder Goergen?“ Amélie Thyssen entschied sich gegen Goergen.
Beim erfolgreichen Aufbau des Phoenix-Konzerns hatte Goergen natürlich auch davon profitiert, dass das Werk in Ruhrort, anders als andere Hüttenwerke des Ruhrgebiets, nach 1945 nicht demontiert worden war, weil es als zu alt galt. Außerdem spielten ihm die Zeitumstände in die Hände – der internationale Nachkriegsboom speziell im Stahlgeschäft sowie das Interesse der früheren westalliierten Kriegsgegner, im beginnenden Kalten Krieg Deutschland wirtschaftlich erstarken zu lassen. Aber der wirtschaftliche Erfolg des Hüttenwerks wurde v. a. als Ergebnis seiner unternehmerischen Tatkraft angesehen. Beim überraschenden Ende seiner Laufbahn bei Phoenix 1957 galt er als „einer der erfolgreichsten Ruhrindustriellen und prominentesten Manager des Landes“.
Mit der Entlassung stand Goergen beruflich zunächst vor einem Scherbenhaufen, aber er hatte für sich persönlich einen Vorteil dabei erreichen können, der in der Folge sehr wichtig werden sollte: er hatte mit insgesamt 2,64 Millionen DM die zum damaligen Zeitpunkt höchste je in der deutschen Nachkriegswirtschaft gezahlte Abfindung aushandeln können.

## Sanierung der Henschel-Werke (bis 1964)
Nach der Niederlage im Machtkampf bei der Phoenix AG hatte Goergen zunächst eine Anstellung als Generalbevollmächtigter bei der Oetker-Gruppe übernommen, die ihm allerdings keinen annähernd vergleichbaren Gestaltungsspielraum bot. Goergen griff daher sofort zu, als er im November 1957 von den Hausbanken der vor dem wirtschaftlichen Ruin stehenden Henschel-Werke den Posten als Aufsichtsratsvorsitzender angeboten bekam.
Das traditionsreiche Familienunternehmen Henschel & Sohn in Kassel war vor dem Zweiten Weltkrieg ein europaweit agierendes Unternehmen für Lokomotiv- und Lastkraftwagen-Bau gewesen; es wurde mit Aufrüstung der Wehrmacht und v. a. nach Beginn des Zweiten Weltkriegs zu einem der wichtigsten Rüstungsunternehmen des NS-Staates. Nach Kriegsende konnte nur mühsam an die Vorkriegsproduktion wieder angeknüpft werden. Zwar profitierte auch Henschel vom Wirtschaftsboom des Wiederaufbaus der 1950er Jahre, aber einige wirtschaftliche Fehlentscheidungen führten dazu, dass die Firma im September 1957 aufgrund mangelnder Liquidität in ein Vergleichsverfahren einwilligen musste. Die Gründerfamilie um den damaligen Hauptgesellschafter Oscar Robert Henschel musste sich aus dem Unternehmen zurückziehen und der zur Sanierung als Generalbevollmächtigter eingesetzte Wirtschaftsprüfer Johannes Semler firmierte das Unternehmen in die Henschel-Werke GmbH um und setzte erste Anpassungsmaßnahmen in Gang. Kern seines Sanierungsplans war, Henschel zu einem reinen Rüstungsbetrieb zu machen und die meisten anderen Betriebsteile abzustoßen.
Anders als Semler war Goergen überzeugt, dass der zukünftige Unternehmenserfolg nicht in der Konzentration auf die Rüstungssparte, sondern im Wachstum in allen traditionellen Geschäftsfeldern des Unternehmens bestehen würde. Der wirtschaftliche Erfolg gab ihm Recht, der Umsatz der Firma stieg von 193 Millionen DM (1958) kontinuierlich auf 489 Millionen (1961) und schließlich auf fast 500 Millionen DM (1962). Der ursprüngliche Verlust, der zum Vergleichsverfahren geführt hatte, konnte dabei getilgt werden, auch weil Goergen drastische Rationalisierungen, Sparmaßnahmen auf allen Ebenen und Einschnitte in der Entlohnung der Arbeiter gegen massive Widerstände durchsetzte.
Goergen selbst übernahm direkt nach Amtsantritt 1957 aus seinem bei der Phoenix-Abfindung entstandenen Vermögen mehr als 1⁄4 der Kapitalanteile der Henschel-GmbH; durch geschickte Verdrängung anderer Anteilseigner und nach erfolgreicher Suche nach Beteiligungen amerikanischer Kapitalgeber gelang es ihm schließlich 1961, Mehrheitsgesellschafter der Henschel-Werke und damit wesentlicher „Eigentümer eines wieder florierenden Weltunternehmens und vielfacher Millionär“ zu werden. Als das Unternehmen 1962 in eine Aktiengesellschaft umgewandelt wurde, hielt Goergen die Aktienmehrheit in eigener Hand.

## Verhaftung und Gerichtsverfahren
Nach dem Ende des Zweiten Weltkriegs war Goergen zu einem der erfolgreichsten Manager der boomenden westdeutschen Schwerindustrie aufgestiegen, bis er auf der Höhe seines Erfolgs an der Spitze der Firma Henschel im April 1964 zum unfreiwilligen Protagonisten eines Wirtschaftsskandals mit weitreichenden Folgen wurde, sowohl für ihn selbst als auch für sein Unternehmen.
Aufgrund von Vorwürfen betrügerischer Rüstungsgeschäfte wurden am 23. April 1964 mit massivem Polizeiaufgebot die Geschäfts- und Privaträume Goergens und weiterer Mitarbeiter der Führungsebene der Henschel-Werke durchsucht; am 26. April 1964 wurde Goergen in Hannover kurz vor Beginn der Messe auf spektakuläre Weise verhaftet – auf einem Festbankett mit dem damaligen Bundeskanzler Ludwig Erhard. Die Wochenzeitung Die Zeit hinterfragte schon kurz nach der Verhaftung, ob es sich dabei um einen Rüstungsskandal oder eher um einen der Justiz handle. Denn die Umstände und der Ablauf von Goergens Verhaftung glichen „dem Beginn von Kriminalromanen, voller Spannung und Sensation“. Das Verfahren gegen Goergen und leitende Angestellte seines Unternehmens war „mit einem Atomschlag eröffnet“ worden, wie das Nachrichtenmagazin Der Spiegel anlässlich der Eröffnung des Strafprozesses mehr als sieben Jahre später wertete. Diesem „Atomschlag“ folgte allerdings keine schnelle Aufklärung, sondern eine lang andauernde Untersuchung, bei der es letztlich nicht gelang, den Aufwand des Verfahrens zu bestätigen.
Goergen war zunächst in Untersuchungshaft im Gefängnis in Kassel untergebracht, dann auf der Festung Hohenasperg. Nach sechs Wochen war er lebensgefährlich erkrankt und wurde in das Koblenzer Krankenhaus Kemperhof verlegt. Im September 1964 wurde der Haftbefehl gegen Kaution aufgehoben und Goergen zog in die Schweiz um.
In dieser Situation verkaufte Goergen im August 1964 seine Aktienanteile an den Henschel-Werken; für ihn selbst war das ein enormer Gewinn – sein ursprünglicher persönlicher Einsatz zum Erwerb der Aktienmehrheit war die Abfindung der Phoenix in Höhe von rund 2,6 Millionen DM gewesen (s. o.), jetzt übernahm die Rheinstahl AG seine Anteile für rund 60 Millionen DM. Rheinstahl übernahm auch die Anteile der amerikanischen Anteilseigner, der Morgan Guaranty Trust Company, einem Vorläufer der JPMorgan Chase. Für die Henschel-Werke bedeutete dieser Handel das Aus als eigenständiges Unternehmen.
Die anschließenden Ermittlungen und Prozesse zogen sich über viele Jahre hin: Ein Zivilprozess um eine Schadensersatzklage des Bundes wurde 1967 vor dem Landgericht Bonn in erster Instanz zugunsten Goergens bzw. der Henschel-Werke entschieden. Er endete schließlich im Januar 1971 mit einem Vergleich.
Nach fast einem Jahrzehnt wurde auch das Strafverfahren 1973 auf Antrag der ermittelnden Staatsanwaltschaft in Koblenz eingestellt; im Dezember 1974 ergingen die letzten richterlichen Beschlüsse in diesem Zusammenhang mit der Feststellung, dass die Kosten des Verfahrens die Staatskasse zu tragen habe. Im Mai 1975 verzichtete Goergen schließlich auf Entschädigung für die Untersuchungshaft; die „Affäre“ war damit endgültig abgeschlossen.

## Ehrungen
- Ehrendoktor der Universität Bonn[52] (Dr. rer. pol. h. c., 1955 oder früher)[53]
- Ehrensenator der Technischen Hochschule Karlsruhe (1955)[54]